# (51431) Jayardee
(51431) Jayardee ist ein Asteroid des Hauptgürtels, der am 19. März 2001 vom US-amerikanischen Astronomen Douglas Tybor Durig (* 1961) am Cordell-Lorenz Observatory (IAU-Code 850) in Sewanee entdeckt wurde.
Der Asteroid wurde am 4. Mai 2004 nach James R. Durig (* 1935), dem Vater des Entdeckers, benannt.